# Jan Meyer
Jan Meyer (1937) è un attore tedesco.

## Biografia
Jan Meyer ha recitato per cinema e televisione dal 1965 al 2000 in più di 20 produzioni.
È noto per aver recitato la parte del Kriminalhauptmeisters Löwinger nella serie televisiva ZDF Il commissario Köster, dal 1983 al 1986. Notevole la somiglianza fisica con l'attore statunitense Jeff Daniels.

## Filmografia

### Cinema
- Il viaggio a Vienna (Die Reise nach Wien), regia di Edgar Reitz (1973)

### Televisione
- Held Henry, regia di Heribert Wenk e Peter Zadek – film TV (1965)
- Mord nach der Oper, regia di Michael Braun – film TV (1969)
- Das Haus Lunjowo, regia di Franz Peter Wirth – film TV (1970)
- Der Rebell, der keiner war, regia di Conny Hannes Meyer – film TV (1976)
- Ehen vor Gericht – serie TV, episodio 1x58 (1982)
- Verkehrsgericht – serie TV, episodio 3x01 (1985)

- Strafmündig, regia di Roland Gall – film TV (1985)
- Il commissario Köster (Der Alte) – serie TV, 10 episodi (1983-1986)
- Der X-Bericht - Die geheime Mission des 'Ochsensepp', regia di Roland Gall – film TV (1986)
- Gambit, regia di Peter F. Bringmann – film TV (1987)
- Cop & Co. – serie TV, episodio 1x13 (1990)
- Die Angst wird bleiben, regia di Diethard Klante – film TV (1992)
- Tatort – serie TV, episodio 1x277 (1993)
- Der rote Vogel, regia di Gero Erhardt – miniserie TV, 1 puntata (1993)
- Faber l'investigatore (Der Fahnder) – serie TV, episodio 6x08 (1994)
- Die Gerichtsreporterin – serie TV, episodio 1x12 (1994)
- Helden haben's schwer, regia di Klaus Gendries – film TV (1996)
- I ragazzi del windsurf (Gegen den Wind) – serie TV, episodio 3x09 (1997)
- Soko 5113 – serie TV, episodio 19x05 (2000) - non accreditato

## Audiolibri parziale
- Georges Simenon: Der Mann mit dem kleinen Hund – Regia: Peterpaul Schulz (SWF/HR/SR)
- Jeremi Przybora: Der Heiligenschein – Regia: Hans Gerd Krogmann (SWF)
- Yaak Karsunke: Henker der Revolution  (Dr. Guillotin) – Regia: Roland Gall (WDR)